# NGC 5002
NGC 5002 is een balkspiraalstelsel in het sterrenbeeld Jachthonden. Het hemelobject werd op 27 april 1865 ontdekt door de Duits-Deense astronoom Heinrich Louis d'Arrest.

## Synoniemen
- UGC 8254
- MCG 6-29-51
- ZWG 189.34
- PGC 45728
- KUG 1308+368